# Birwadi
Birwadi es una ciudad censal situada en el distrito de Raigad en el estado de Maharashtra (India). Su población es de 8829 habitantes (2011). Se encuentra  a 133 km de Bombay y a 67 km de Pune.

## Demografía
Según el censo de 2011 la población de Birwadi era de 8829 habitantes, de los cuales 4692 eran hombres y 4137 eran mujeres. Birwadi tiene una tasa media de alfabetización del 89,25%, superior a la media estatal del 82,34%: la alfabetización masculina es del 92,79%, y la alfabetización femenina del 85,21%.